# ケイジ・フクダ
福田 敬二（ふくだ けいじ、1955年（昭和30年） - ）は、日本生まれの医師、医療行政の専門家である。
アメリカ合衆国で医師となり、アメリカ疾病予防管理センターインフルエンザ局疫学部長、世界保健機関事務局長補代理、大阪市立大学客員教授などを歴任。

## 人物
医師、伝染病学者としてアメリカ疾病予防管理センター（CDC）、及び世界保健機関（WHO）で要職を歴任、特にインフルエンザ対策における世界的リーダーのひとりとして知られる。

### 経歴

#### 生い立ち
東京都の日本人医師の両親の下に生まれた。福田家はフクダで6代目となる医者の家系であり、麻酔科医としての研修のために渡米した父とともに家族はバーモントに移住した。父親はそのままバーモントに務め、母親は総合医としての研修を受けた。
フクダははじめ映画監督になりたいと思っており、1977年にはオベリン大学（オハイオ州）を卒業した。やがて医師となることを志して1984年には郷里であるバーモント大学（en:University of Vermont College of Medicine）にてMD（医師資格）を取得した。サンフランシスコの病院で内科医としての研修を受けたフクダは、その間にカリフォルニア大学バークレー校からMPH（公衆衛生修士号）も取得した。

#### 伝染病研究
その後フクダは、サンフランシスコ・ベイエリアにおいて結核とらい病の臨床を一年間行なった。更に疾病対策に関する研修を受けた後、正式にCDCの職員となり、ウィルス性発疹症・ヘルペス部門に務めた。
1996年、フクダはCDCのインフルエンザ部門によって勧誘され、同部門の疫学チーフに就任した。
2005年よりWHOに転じ、始めはグローバル・インフルエンザ・プログラムの科学者、翌年より同コーディネーター、2008年より同ディレクターと順次昇進した。2009年新型インフルエンザの世界的流行に際しては同年10月より「インフルエンザ大流行に関するWHO事務局長に対する特別アドバイザー」となり、それを翌年8月まで務めた。翌月1日付けにてWHO事務局長補（Assistant Director-General - Health Security and Environment）に就任。

### 私生活
フクダは3人兄弟であり、姉はロサンゼルス在住である。弟のクリストファー・フクダも医師であり、バーモント州で泌尿器科を開業するとともに、バーモント大学医学校の助教授も務めている。
フクダはチェロをはじめとする音楽を好む。フクダはCDC時代はアトランタ、WHOに勤務する現在はスイスのジュネーヴに妻と娘2人とともに居住している。